# بروس يونغ
بروس يونغ (بالإنجليزية: Bruce A. Young)‏ (و. 1956  م) هو ممثل مسرحي، وممثل أفلام، وممثل تلفزي، وكاتب سيناريو أمريكي، ولد في الولايات المتحدة.

## وصلات خارجية
- بروس يونغ على موقع IMDb (الإنجليزية)
- بروس يونغ على موقع قاعدة بيانات برودواي على الإنترنت (الإنجليزية)
- بروس يونغ على موقع قاعدة بيانات الفيلم (الإنجليزية)
- بروس يونغ في قاعدة بيانات الأفلام على الإنترنت